# Jinhae-gu
Jinhae-gu es un distrito de la ciudad de Changwon, Corea del Sur. Esta región es servida por el Ferrocarril Nacional de Corea, y es famosa por su festival anual de la flor de cerezo en primavera.

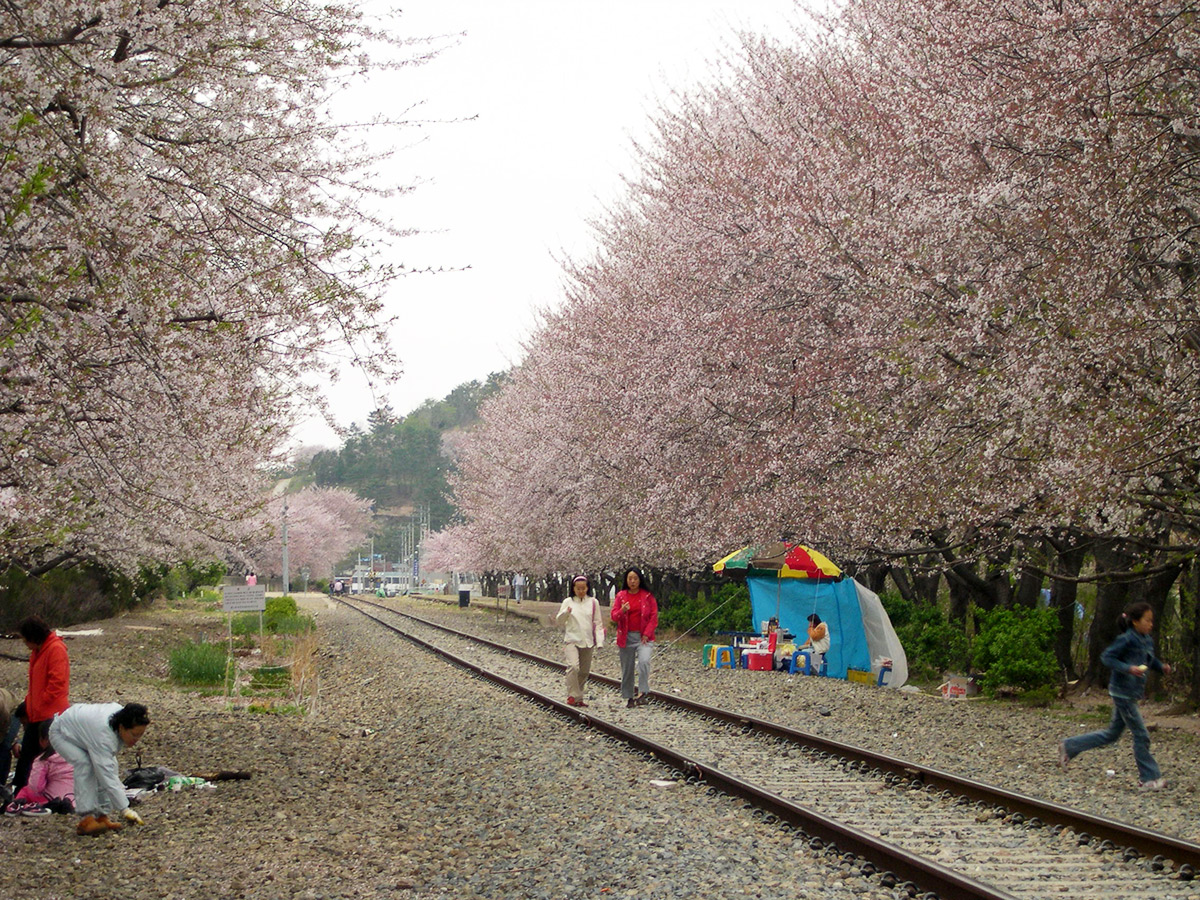
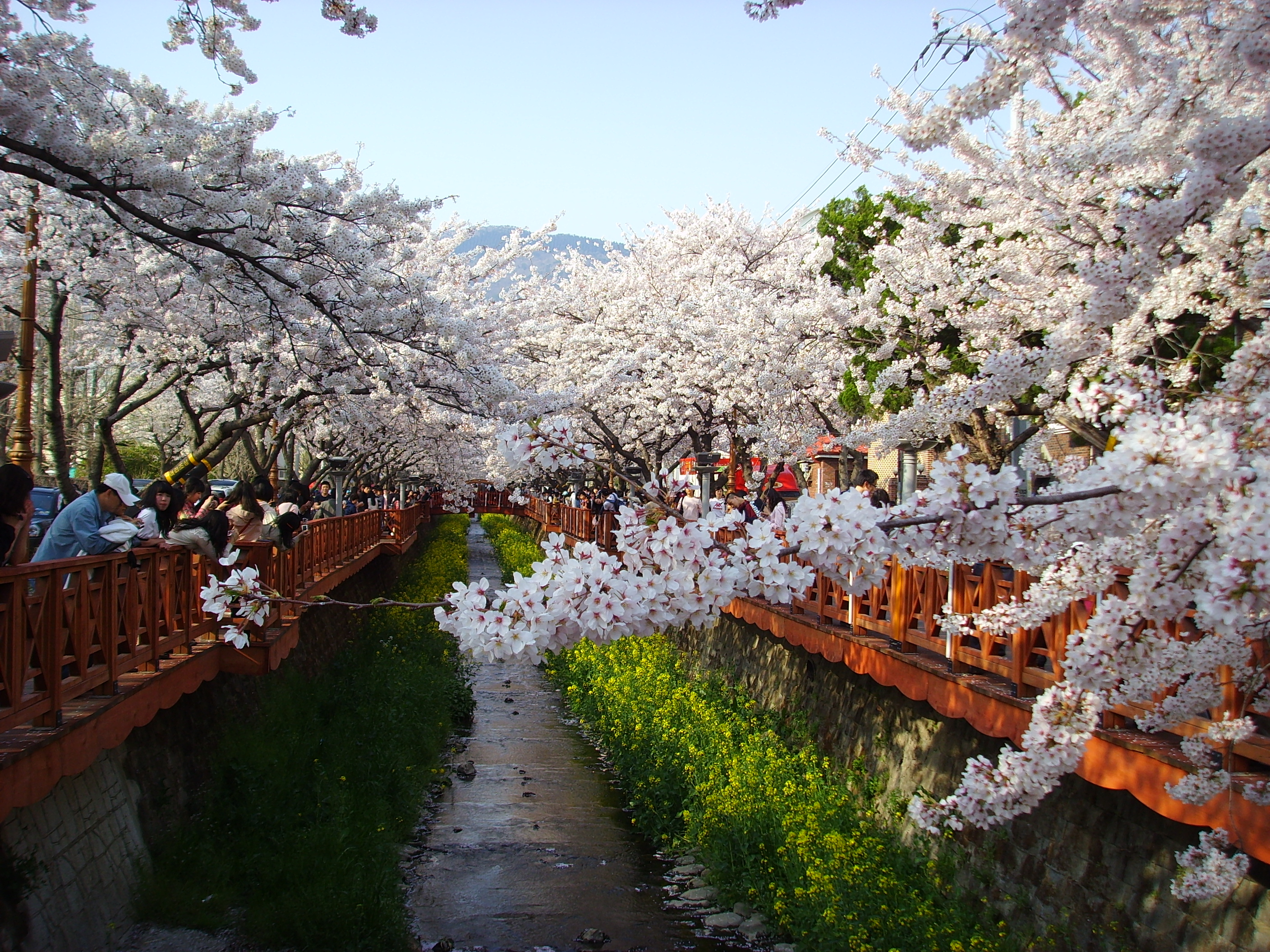

El frente de la ciudad se encuentra en una bahía protegida, la isla-tachonado, y está casi completamente rodeada por montañas cubiertas de pinos. El emblema de Jinhae contiene una flor de cerezo.
El 1 de julio de 2010, Jinhae-gu y sus ciudades vecinas, Changwon y Masan, se combinaron para formar la ciudad de Changwon, en la actualidad la sede de la Diputación Provincial de Gyeongsang del Sur.